# Steve Ferrone

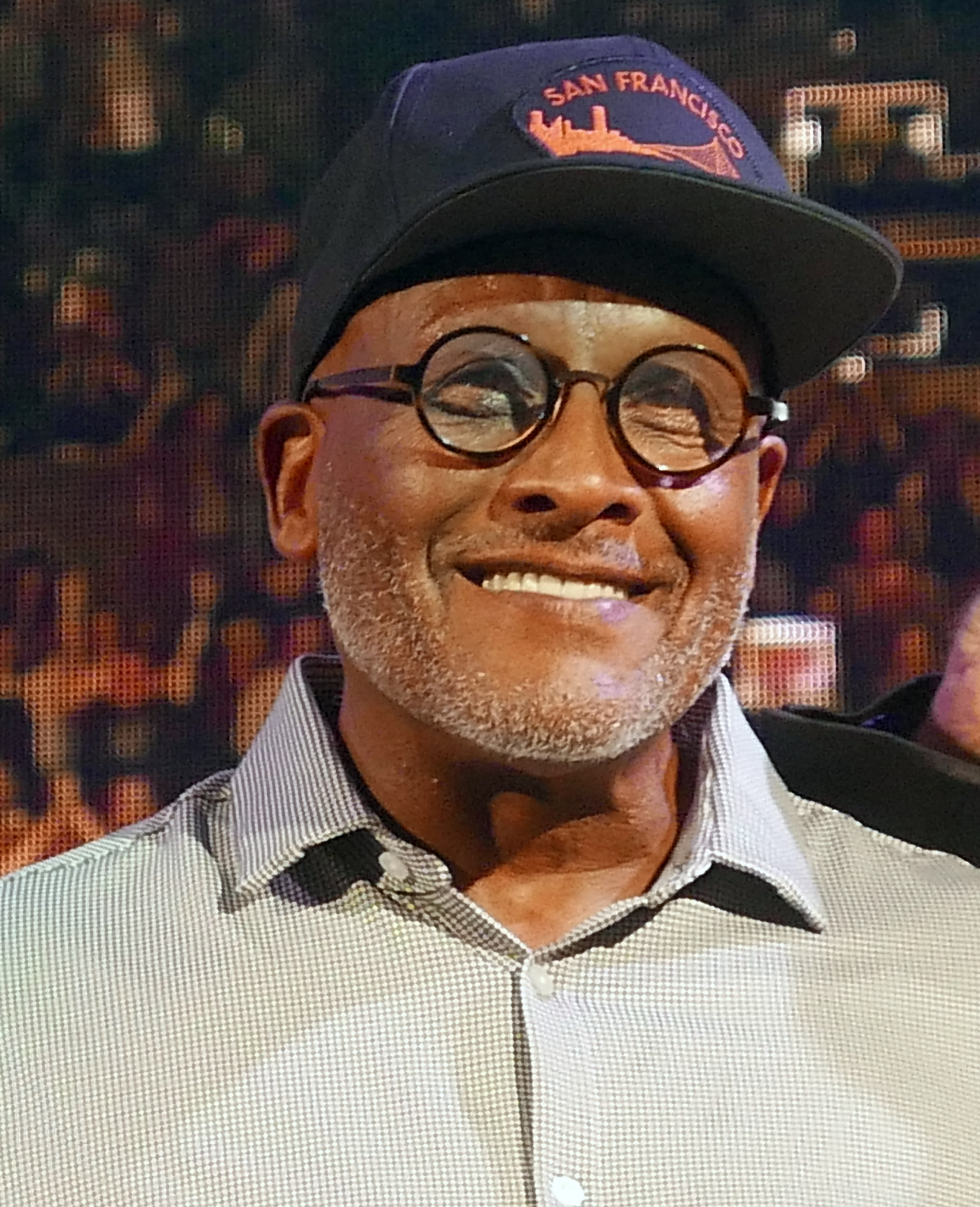
Steve Ferrone in 2017

Steven Ferrone (25 april, 1950, Brighton) is een Brits drummer van Sierra Leonese afkomst; hij is de voormalige drummer van Average White Band en werkte ook met andere artiesten waaronder George Harrison, Duran Duran, Stevie Nicks, Laura Pausini, Christine McVie, Rick James, Slash, Chaka Khan, Eric Clapton, Bee Gees, Scritti Politti, Aerosmith, Al Jarreau en Johnny Cash

## Biografie

### Average White Band
Ferrone debuteerde op 12-jarige leeftijd in het voorprogramma van de dan nog onbekende Who. Begin jaren 70 speelde hij bij de bands Bloodstone en Brian Auger's  Oblivion Express; bij die laatste verving hij Robbie McIntosh die naar Average White Band was overgestapt. De Schotse funkformatie verhuisde naar New York waar McIntosh vlak na de release van het doorbraakalbum AWB aan een overdosis heroïne bezweek. Ferrone, eveneens verhuisd naar New York, werd opnieuw als zijn vervanger gevraagd en bleef totaan de tijdelijke breuk in 1982 bij Average White Band. De klassieke bezetting zou in 1988 nog een keer bij elkaar komen voor het 40-jarig jubileum van platenmaatschappij Atlantic.

### Tom Petty & the Heartbreakers
Ondertussen begon de samenwerking met andere artiesten; Ferrone speelde onder andere op de eerste vijf soloalbums van Chaka Khan en ging in de periode 1983-1993 op tournee met George Duke, Duran Duran en Eric Clapton . Laatstgenoemde nam in 1991 George Harrison mee voor optredens in Japan. Daarna begeleidde Ferrone de oud-Beatle bij diens laatste eigen concert in de Royal Albert Hall; Mike Campbell, gitarist van Tom Petty & the Heartbreakers was ook aanwezig, en dit leidde ertoe dat Ferrone meespeelde op Petty's soloalbum Wildflowers uit 1994. Daarna werd hij de nieuwe drummer van de Heartbreakers; "creativiteit, passie, eerlijkheid, integriteit en veel plezier" zijn de redenen dat hij is gebleven totdat Petty in 2017 kwam te overlijden. Ferrone had ook een programma op de radiozender van Petty waarin hij artiesten centraal stelde met wie hij had samengewerkt.

### Overige projecten
Daarnaast hield Ferrone ook tijd over voor andere dingen; zo viel hij in bij Aerosmith tijdens de opnamen voor hun album Nine Lives en speelde hij tijdens het 50-jarig jubileumconcert van Quincy Jones op het Montreux Jazz Festival. Verder bracht Ferrone in 2003 zijn eerste soloalbum (It Up: Steve Ferrone and Friends Live At La Ve Lee uit, en speelde hij mee op die van gitarist Slash uit 2010. Van 2011 tot 2014 speelde Ferrone bij The Straits, een band met ex-leden van Dire Straits.
Ondertussen bleef Ferrone contact houden met ex-AWB-collega's Hamish Stuart en Molly Duncan die weer in het Verenigd Koninkrijk gingen wonen.    In 2014 speelden ze voor het eerst in lange tijd weer samen tijdens een inhuldiging van Ferrone. Dit beviel zo goed dat ze vervolgens de 360 Band oprichtten waarmee ze in 2016 een cd uitbrachten; hun repertoire bestaat voornamelijk uit eigen (nieuw) materiaal en AWB-klassiekers. 
In 2018 speelde Ferrone o.a. met Ian Astbury (The Cult, The Doors), Dhani Harrison (zoon van George) en Dire Straits Legacy.
In 2019 deed Ferrone 
Op 10 juli 2019 werd Ferrone ingehuldigd in de Brighton Music Walk of Fame. Datzelfde jaar deed hij sessiewerk voor het album Calafrio van de band Stroke9.

Sinds juli 2024 drumt Ferrone bij Mike Campbells solo project The Dirty Knobs.
- Biblioteca Nacional de España: XX4972788
- Bibliothèque nationale de France: cb139215841 (data)
- Gemeinsame Normdatei: 134372271
- International Standard Name Identifier: 0000 0001 0653 9953
- Library of Congress Control Number: no00019603
- MusicBrainz: a550d8b5-fca6-480a-acba-2ea18aec7981
- Nationale Bibliotheek van Tsjechië: xx0076479
- Système universitaire de documentation: 157331105
- Virtual International Authority File: 42027244
- WorldCat: E39PBJdcDj3J4Ptvrj89TrMVmd